# Paweł Edelman
Paweł Edelman, född 1958, är en polsk filmfotograf.

## Filmografi (i urval)
- 2002 – The Pianist
- 2004 – Ray
- 2010 – The Ghost Writer
- 2013 – Wałęsa
- 2019 – En officer och spion
- 2023 – Lee